# Comisión de Salud Animal de Texas

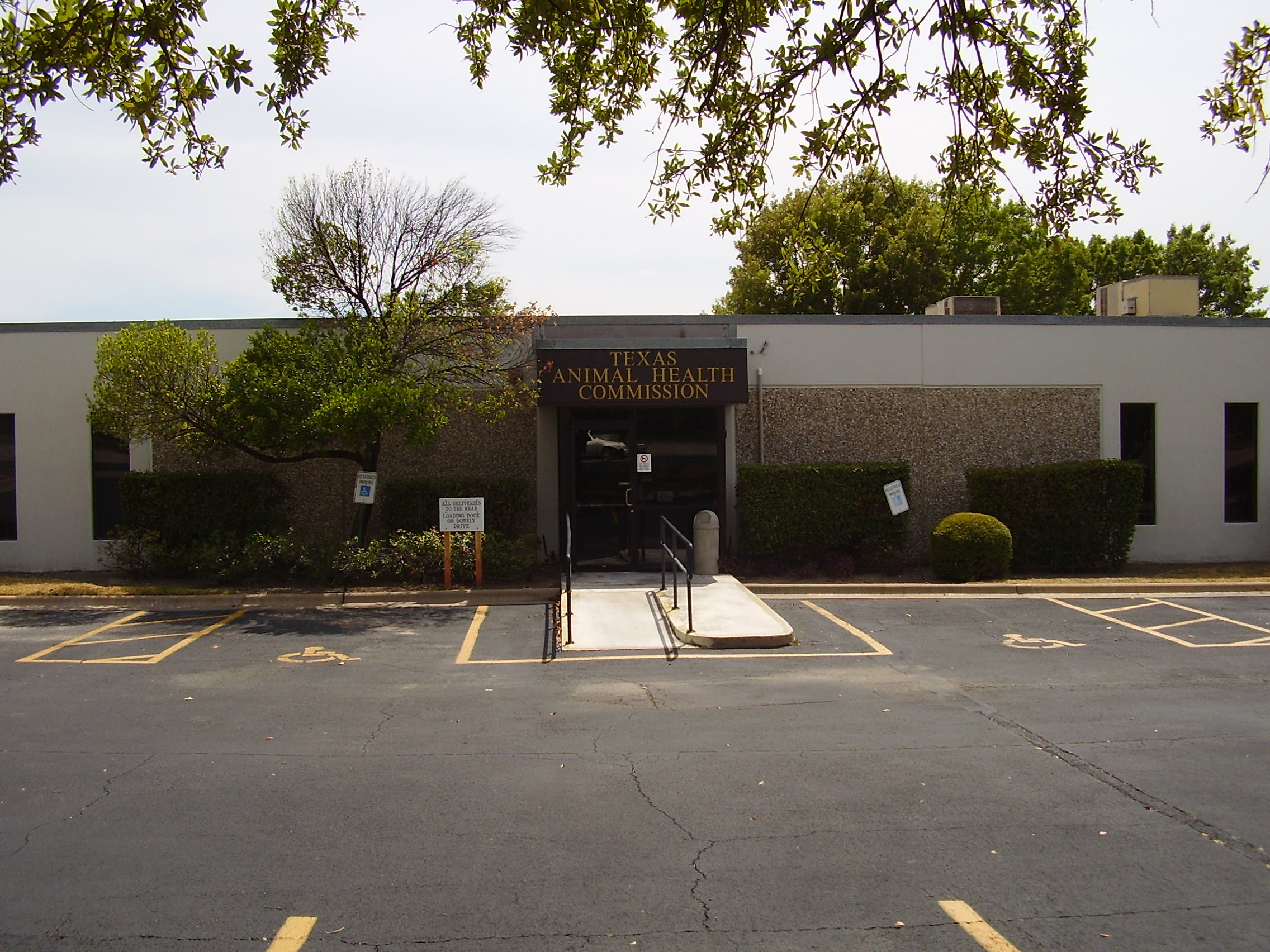
Comisión de Salud Animal de Texas (Texas Animal Health Commission).

La Comisión de Salud Animal de Texas (idioma inglés: Texas Animal Health Commission, TAHC) es una agencia de Texas. Su sede está en el 2105 Kramer Lane de Austin. La agencia protege la salud del ganado. El gobierno de Texas fundó el Livestock Sanitary Commission en 1893, porque el gobierno quería prevenir la fiebre causada por garrapatas (tick fever).